# Pow Wow Smith
Ohiyesa "Pow Wow" Smith è un eroe western immaginario pubblicato dalla DC Comics. Creato dallo scrittore Don Cameron e dall'illustratore Carmine Infantino, è lo sceriffo Sioux della piccola città di Elkhorn, dove è noto per essere un grande detective. Preferisce essere chiamato con il proprio nome, Ohiyesa, ma i cittadini bianchi presero a chiamarlo "Pow Wow" tanto ottusamente che alla fine si arrese e accettò questo soprannome.
Originariamente, il personaggio di Pow Wow Smith viveva nel west moderno. Storie successive furono poi ambientate nel XIX secolo. Alla fine fu retcon-nesso che il personaggio del Vecchio West fosse l'antenato del personaggio contemporaneo. Da allora, Smith rimase un'eredità generazionale, una figura storica nell'Universo DC, incontrando altri eroi nelle storie in cui viaggiarono occasionalmente nel tempo.

## Storia di pubblicazione
Smith comparve per la prima volta in Detective Comics n. 151, e fu l'unico personaggio del vecchio west presente nel fumetto. Dopo quattro anni come personaggio ricorrente di Detective Comics, questo fumetto divenne la colonna portante di Western Comics, che fu pubblicato fino al 1961. La maggior parte delle illustrazioni presenti durante il periodo "Detective Comics" furono di Leonard Starr, e quando Smith trovò una casa in Western Comics, ritornò il suo illustratore originale, Carmine Infantino. Le storie furono di France Herron e successivamente di Gardner Fox.
Smith comparve anche nel numero di lancio del secondo volume di All-Star Western.

## Biografia del personaggio
Ohiyesa lasciò la sua nativa Red Deer Valley per sapere di più sul mondo dell'uomo bianco. Le sue capacità di monitoraggio e di abile pistolero gli valsero un impiego come vice sceriffo, e alla fine di sceriffo di Elkhorn. Il vice di Ohiyesa è Hank Brown. Una volta sceriffo, Pow Wow passò la maggior parte del tempo a Elkhorn, tornando raramente a Red Deer Valley.
Nella maggior parte delle sue avventure, la ragazza di Pow Wow (e successivamente fidanzata) fu la nativa americana Piede Veloce, figlia del Capo Nube Temporalesca. Piede Veloce aiutò Pow Wow in numerose avventure.

### U.S. Marshal Pow Wow Smith
Lo U.S. Marshal Ohiyesa Smith, un discendente moderno del Pow Wow originale, comparve in Robin Annual n. 6, un pastiche western che vide anche la presenza della versione moderna di Nighthawk. Questo Ohiyesa frequentò il college nell'est, e fece poi ritorno alla Red Deer Valley, nel tentativo di modernizzare la propria tribù. Come U.S. Marshal, prese il nome di Pow Wow Smith, ma continuò a vivere nella Valley. Questo Pow Wow Smith moderno lavorò con Robin e altri eroi per fermare i Gemelli Trigger moderni, che a differenza dei loro antenati del passato erano criminali assassini. Molte delle sue avventure si ambientarono in una ricreazione turistica di una città del vecchio west, che si trova vicina a Gotham City.

## In altri media
Smith comparve nell'episodio Ritorno al passato, della serie animata Justice League Unlimited, come sceriffo di Elkhorn negli anni '80 del 1800. Qui, fu buttato fuori dalla sua città da Manning, che utilizzò tecnologia ottenuta da Chronos (David Clinton). Con l'aiuto di Bat Lash, El Diablo, Jonah Hex, Lanterna Verde, Wonder Woman e Batman, riuscì a sconfiggere Manning. In questa versione, Smith obietta ancora contro il soprannome di "Pow Wow", che fu utilizzato solo dal criminale Tobias Manning. Pow Wow fu doppiato in originale dall'attore Jonathan Joss.